# Brigitte Kaandorp
Brigitte Allegonda Maria Kaandorp (* 10. März 1962 in Haarlem) ist eine niederländische Kabarettistin.

## Karriere und Stil
Nachdem sie im Jahr 1983 bei dem Camerettenfestival einen Preis gewonnen hatte, erfolgte ihr Durchbruch mit dem Programm Kouwe drukte.
Kaandorp arbeitete eng mit Bert Klunder zusammen. Zusammen mit ihm trat sie in der Show Miss Kaandorp – Brigitte de musical (1998) auf. Diese und andere Shows wurden unter der Regie von Klunder produziert. Nach dem Tod von Klunder arbeitete Kaandorp mit Jessica Borst zusammen.
Ihre Popularität verdankt sie zu einem großen Teil ihrem eigenen Stil der „neuen Albernheit“: sogenanntes fachmännisches Gelaber in den Raum hinein. Dabei wechseln urkomische Aktionen mit gefühlvollen Liedern in schneller Folge.
Oft verwendet sie dabei den Überschlag der Stimme als Gesangstechnik. Kaandorp sieht es nicht als ihre Aufgabe an, die Welt zu verbessern, sondern zu unterhalten, und versteht es dabei doch, hier und da einen wichtigen Nerv zu treffen.

## Auszeichnungen
Sie gewann viele Preise, darunter die Gouden Harp im Jahr 2006.
Am 28. März 2009 wurde sie als Offizier in den Orden von Oranien-Nassau aufgenommen.

## Persönliches
Kaandorp ist verheiratet und hat zwei Kinder aus einer früheren Beziehung.

## Shows
- De Bonbonnière (2013)
- Cabaret voor beginners (2011 / 2012)
- Zó (2007 / 2008 / 2009)
- 1000 & 1 dag (2004 / 2005 / 2006)
- Lustrum (2003)
- Badwater (2000)
- Miss Kaandorp, de musical (1998)
- … En vliegwerk (1997)
- Chez Marcanti Plaza (1995)
- Kunst (1992)
- Brigitte Kaandorp 2 (1990)
- Kouwe drukte (1990)
- Laat mij maar even (1988)
- Waar gaat zij helemaal alleen heen (1987)
- Brigitte Kaandorp 1 (1982)

## Diskografie

### Singles
- Duet (1990) mit Herman Finkers

### Alben
1. Waar gaat zij helemaal alleen heen (1985)
2. Laat mij maar even (1988)
3. Kouwe drukte (1989)
4. Kunst (1992)
5. Liedjes uit 1000&1 dag
6. Als de herfst je overvalt
7. Brigitte de musical
8. Chez Marcanti Plaza
9. Vliegwerk
10. Theaterdoos
11. Badwater
12. 1000 & 1 dag, De Liedjes
13. Thuis (2015)

### DVDs
- Ik ben een vakvrouw (9 DVD-Box mit allen Theatershows):

## Filmografie
- Babs (2000)